# Friedrich Wilhelm Opelt
Friedrich Wilhelm Opelt (* 9. Juni 1794 in Rochlitz; † 22. September 1863 in Dresden) war ein sächsischer Geheimer Finanzrat, Musikwissenschaftler, Mathematiker und Astronom.

## Leben
Opelt war der Sohn eines Webereibesitzers, der sich auf Barchent spezialisiert hatte. Nachdem er seine Schulzeit erfolgreich an der Stadtschule seiner Heimatstadt absolviert hatte, erlernte er auf Wunsch seines Vaters den Beruf eines Webers. Während dieser Zeit konnte er, autodidaktisch musikalisch gebildet, öfters den Gottesdienst in der Petrikirche (Stadtkirche) auf der Orgel begleiten. Durch weitere autodidaktische Studien erlernte er u. a. die französische und russische Sprache. Seine wirtschaftlichen Erfolge gerade auf Messen (Leipziger Messe, Frankfurter Messe) brachten ihn auf den Gedanken zu expandieren. Durch die Koalitionskriege kamen aber die Geschäfte bald schon zum Erliegen.
Nach den Befreiungskriegen (Franzosenzeit) bekam Opelt bei der Stadtverwaltung von Dresden eine Anstellung als Steuerrevisor, und einige Jahre später berief man ihn als Steuereinnehmer nach Radeberg. 1824 kam er als Kreissteuereinnehmer nach Wurzen, und acht Jahre später berief man ihn als Bezirkssteuereinnehmer nach Plauen. Den Höhepunkt dieser Karriere erreichte Opelt 1839 mit dem Amt eines Kreissteuerrathes in Dresden.
1847 berief die Sächsisch-Bayerische Eisenbahn-Compagnie in Leipzig Opelt als Zweiten Director in ihren Vorstand. Im darauffolgenden Jahr wechselte er als Geheimer Finanzrath ins königliche Finanzministerium nach Dresden. Im Frühjahr 1863 legte er alle seine Ämter nieder und zog sich ins Privatleben zurück. Zu dieser Zeit wirkte bereits sein ältester Sohn Robert Theodor Opelt (1824–1892) als Bau- und Direktionsrat bei den sächsischen Staatseisenbahnen.
Friedrich Wilhelm Opelt starb im Alter von 69 Jahren am 22. September 1863 in Dresden und fand dort auch seine letzte Ruhestätte.

## Wirken
Parallel zu seinem Brotberuf beschäftigte sich Opelt meistenteils mit Mathematik, Astronomie und Musik; u. a. projektierte er eine Altersrentenbank für das Königreich Sachsen nebst sämtlicher Berechnungen. Er übersetzte ein Lehrbuch von Louis-Benjamin Francoeur und arbeitete auch mit dem Leiter des mathematischen Salon Dresdens, Wilhelm Gotthelf Lohrmann, zusammen. Er berechnete Höhen und Tiefen aus den Schattenlängen von Bergen und Kratern auf dem Mond für Lohrmanns Mondkarte. Sein Sohn Otto Moritz Opelt führte diese Arbeiten fort, sodass Johann Friedrich Julius Schmidt 1877 Lohrmanns „Mondcharte in 25 Sectionen“ herausgeben konnte.
Seine musikalischen Forschungen erbrachten auch eine Weiterentwicklung der Latourschen Sirene.
Der Mondkrater Opelt ist nach ihm und seinem Sohn Otto Moritz (1830–1912) benannt.

## Werke (Auswahl)
als Autor:
- Über die Natur der Musik. Plauen 1834.
- Allgemeine Theorie der Musik auf dem Rhythmus der Klangwellenpulse und durch neue Versinnlichungsmittel erläutert. Leipzig 1852.

als Übersetzer:
- Louis-Benjamin Francoeur: Elementar-Lehrbuch der Mechanik. Arnold, Dresden 1825.

## Auszeichnungen (Auswahl)
- Ritterkreuz des königlich-sächsischen Verdienstordens
- Kaiserlich-russischer Sankt-Stanislaus-Orden 2. Klasse[2]